# مرنگو (حوزه سرشماری)، ویسکانسین
مرنگو (به انگلیسی: Marengo) یک منطقهٔ مسکونی در ایالات متحده آمریکا است که در شهرستان اشلند، ویسکانسین واقع شده‌است. مرنگو ۱۱۱ نفر جمعیت دارد و ۲۳۱٫۹۶ متر بالاتر از سطح دریا واقع شده‌است.